# Spiral of Silence
Spiral of Silence ist eine 1991 gegründete belgische Band mit stilistischen Anlehnungen an New Wave und insbesondere mit starken Einflüssen aus der Madchester-Szene. Ihr Name ist von der Theorie der Schweigespirale aus der Kommunikationswissenschaft abgeleitet. Ihre erste CD wurde noch unter dem Bandnamen Theatre of Pain veröffentlicht. Sänger und Bassist der Band ist Tom Van Troyen.

## Diskographie
- Theatre of Pain, Kassette – 1993
- Connection, Kassette – 1995
- Leap, Album – 1998 – Energeia Records, Italien
- Decadent, Album – 2002 – Purple Moon Records, Belgien
- Seed Dump, Single – 2002
- Toll, Single – 2021 – Jezus Factory Records, UK
- Wish, Single – 2021 – Jezus Factory Records, UK
- Landmark, EP – 2022 – Jezus Factory Records, UK
- Forgiveness, Single – 2024 – Jezus Factory Records, UK